# Reyer Venezia Mestre
El Reyer Venezia Mestre, conocido también por motivos de patrocinio como  Umana Reyer Venezia, es un equipo histórico de baloncesto italiano con sede en la ciudad de Venecia, siendo la sección de dicho deporte de la Società Sportiva Reyer Venezia. Compite en la Serie A, la máxima división del baloncesto en Italia y en la segunda competición europea, la Eurocup. Disputa sus partidos en el Palasport Taliercio, con capacidad para 3.509 espectadores.

## Historia
La Società Sportiva Costantino Reyer se fundó en Venecia en 1872, dedicándose en sus primeros años a varios deportes como el boxeo y el fútbol. La primera aparición del baloncesto en la sociedad data de 1907. Es en la década de los 40 cuando alcanzan su apogeo, consiguiendo ganar el Scudetto en 1942 y 1943. El equipo se mantiene en la Serie A durante muchos años, hasta llegar a los años 70 y 80, en los cuales se convierte en un equipo ascensor(finalista en el 1981 Carrera Venezia Vs Juventud Badalona 104-105 
, perdiendo y ganando la categoría en varias ocasiones. Su última temporada en la máxima categoría fue la 1993-94, para posteriormente llegar a jugar incluso en la cuarta y tercera categoría, ascendiendo a la Legadue en 2008, acabando al año siguiente en la úndécima posición del campeonato. En este último campeonado 2010-11 se ha clasificado segunda perdiendo la final de play off Umana Venezia 86 Fastweb Casale 90.

## Nombres
- 1966–1970: Noalex
- 1970–1973: Splügen
- 1973–1980: Canon
- 1980–1984: Carrera
- 1984–1987: Giomo
- 1987–1990: Hitachi
- 1991–1993: Scaini
- 1993–1994: Acqua Lora
- 1994–1995: San Benedetto
- 1998–2001: Panto
- 2005–2006: Acqua Pia Antica Marcia
- 2006–2008: Umana Venezia Mestre
- 2008–Presente: Umana Reyer

## Registro por temporadas
| Temporada | Nivel | Liga    | Pos. | Copa de Italia   | Competiciones europeas | Competiciones europeas |
| --------- | ----- | ------- | ---- | ---------------- | ---------------------- | ---------------------- |
| 2010–11   | 2     | LegaDue | 2º   |                  |                        |                        |
| 2011–12   | 1     | Serie A | 7º   |                  |                        |                        |
| 2012–13   | 1     | Serie A | 8º   |                  |                        |                        |
| 2013–14   | 1     | Serie A | 11º  |                  |                        |                        |
| 2014–15   | 1     | Serie A | 4º   | Cuartos de final |                        |                        |
| 2015–16   | 1     | Serie A | 4º   | Cuartos de final | 2 Eurocup              | L32                    |
| 2016–17   | 1     | Serie A | 1º   | Cuartos de final | 3 Champions League     | 4th                    |
| 2017–18   | 1     | Serie A | 3º   | Cuartos de final | 3 Champions League     | RS                     |
| 2017–18   | 1     | Serie A | 3º   | Cuartos de final | 4 FIBA Europe Cup      | C                      |
| 2018–19   | 1     | Serie A | 1º   |                  | 3 Champions League     | T16                    |
| 2019–20   | 1     | Serie A | 7º   | Campeón          | 2 EuroCup              | QF                     |
| 2020–21   | 1     | Serie A | 4º   | Cuartos de final | 2 Eurocup              | RS                     |
| 2021–22   | 1     | Serie A | 6º   |                  | 2 Eurocup              | T16                    |

## Palmarés
- Liga italiana
  - Campeón 1942, 1943, 2017, 2019
- Copa italiana
  - Campeón 2020
- Supercopa italiana
  - Subcampeón 2017, 2019
- Copa Europea de la FIBA
  - Campeón 2018
- Copa Korać
  - Subcampeón 1981
- Subcampeón Legadue - 2011

## Jugadores destacados
| - Luca Vitali - Pietro Aradori - Massimo Bulleri - Andrea Crosariol - Denis Marconato - Dražen Dalipagić - Ivan Zoroski - Hrvoje Perić - Yakhouba Diawara - Dimitrios Tsaldaris - Szymon Szewczyk - Kristaps Janičenoks |  | - Otis George - Jiří Hubálek - Sidney Wicks - Donell Taylor - Tamar Slay - Ronald Davis - Andre Smith - Phil Goss - Nate Linhart - Jeff Lamp - Timothy Bowers - Lorenzo Brown |  | - Alvin Young - Spencer Haywood - - Tyrone Grant - - Tomas Ress - - Denis Clemente - - Keydren Clark - - Eric Williams |